# Platform for Internet Content Selection
La plataforma para la selección de contenidos de Internet (PICS, del inglés Platform for Internet Content Selection) fue una especificación creada por el W3C que usaba metadatos para etiquetar páginas web para ayudar a los padres y profesores a controlar lo que sus hijos y estudiantes podían ver en Internet. PICS fue reemplazado por el proyecto POWDER, que integró los conceptos de PICS en RDF, pero tampoco esta ya en desarrollo. PICS usaba un sistema de etiquetado de contenidos provisto por la Internet Content Rating Association, pero ha sido descontinuado por la junta directiva de la Family Online Safety Institute. Un sistema de autocalificado alternativo, llamado Voluntary Content Rating, fue propuesto por Solid Oak Software en 2010, en respuesta a la complejidad percibida de PICS.
Internet Explorer 3, lanzado en 1996, fue uno de los primeros navegadores web en implementar PICS. Internet Explorer 5 añadió una característica llamada sitios aprobados, que permitía añadir sitios extra a la lista, además de los que ya estaban en la lista de PICS.